# Конрад фон Мандерн
Конрад фон Мандерн (нем. Konrad von Mandern) — магистр Ливонского ордена с 1264 года по 1267 год.

## Биография
В 1264 году после отставки ливонского магистра Вернера фон Брайтхаузена Конрад фон Мандерн был избран новым ландмейстером Тевтонского Ордена в Ливонии. Занимал эту должность три года.
Продолжил военные действия против куршей и земгалов. В 1264 году магистр Конрад фон Мандерн совершил успешный поход против земгалов, захватив пленников и добычу. Однако на обратном пути ливонские крестоносцы попали в засаду. В ходе упорного боя с земгалами ливонский магистр потерял убитыми 20 рыцарей и 600 воинов, но смог вырваться из окружения и добрался до Риги, сохранив пленных и захваченную добычу. В следующем 1265 году магистр Конрад фон Мандерн основал новый замок Митава в Курляндии. В том же 1265 году в окрестностях Митавы магистр попал в новую засаду. Повстанцы перебили весь отряд крестоносцев, убили 10 рыцарей, но сам магистр смог бежать и укрыться в Митаве. В 1266 году основал замок Вейсенштейн для защиты от нападений новгородцев. В 1267 году из-за старости ливонский магистр Конрад фон Мандерн отказался от своей должности и выехал в Германию. Его преемником стал Отто фон Лаутенберг.